# Тип 2 Коломенского завода
Тип 2 (заводское обозначение) — грузо-пассажирский паровоз типа 1-2-0, выпускавшийся Коломенским заводом с 1870 по 1871 годы; самый первый пассажирский паровоз данного завода.

## История
Свои первые локомотивы, товарные типа 0-3-0 (заводской тип 1) и пассажирские типа 1-2-0 (заводской тип 2), Коломенский завод (бывший завод братьев Струве) выпустил в 1870 году по заказу Курско-Харьково-Азовской железной дороги. На данной дороге отсутствовало различие паровозов по сериям; вместо этого все пассажирские паровозы получали букву П и имели сквозную нумерацию.
Паровозы заводских типов 1 и 2 имели широкую унификацию: паровой котёл диаметром 1301 мм, внутри которого находились 172 дымогарные трубы длиной 4188 мм и диаметром 46/51 мм, парораспределительный механизм, перекидной рычаг перемены хода и инжекторы системы Шау; сама конструкция данных паровозов была основана на конструкции паровозов заводов Гартмана (Саксония) и Кая (Франция), которые были выпущены годом ранее. Как и у французских локомотивов, у коломенских отсутствовали будки машинистов, а локомотивную бригаду защищала лишь передняя стенка.
Всего в 1870 году завод в Коломне выпустил для дороги 8 пассажирских паровозов, которые получили букву П и номера 27—34. В следующем 1871 году были выпущены ещё 9 машин, которые получили номера 35—43, но первые три из этой партии по решению Самуила Полякова (совладелец дороги), были переданы на Воронежско-Ростовскую дорогу (также подчинялась Полякову).
Коломенские паровозы П на Курско-Харьково-Азовской дороге были приписаны к депо в Харькове; в последствии паровозы были модернизированы, в том числе оборудованы будками машиниста (в 1873—1874 годы), скоростемерами Бойера, а некоторые и пневматическими тормозами (например, Вестингауза). Когда была образована Курско-Харьково-Севастопольская железная дорога (1894 год), данные локомотивы получили на ней обозначение Д и номера 80—93; после образования Южных железных дорог номера сменились уже на 170—183 при сохранении серии.
Паровозы Воронежско-Ростовской дороги получили обозначение С (по другим данным — П) и номера 61—63; после образования Юго-Восточных железных дорог им при сохранении прежней серии присвоили новые номера 25—27. Они эксплуатировались вплоть до начала гражданской войны.

## Происшествия
- Крушение императорского поезда — паровоз П.41 был вторым локомотивом; с его схода фактически и началось разрушение поезда[1].